# Horace Savelli
Pour les articles homonymes, voir Savelli (homonymie).
Horace Savelli, né le 27 novembre 1906 à Luçon en Vendée, mort le 2 juin 1998 à Paris, est un officier des Forces françaises libres pendant la Seconde Guerre mondiale. Compagnon de la Libération, il s'illustre au cours de la campagne de Tunisie et de la campagne de Normandie. Il a appartenu au réseau breton de l'Organisation armée secrète (OAS) durant la guerre d'Algérie. Arrêté en 1962, il est condamné à 13 ans de prison.

## Biographie
Né en 1906, d'ascendance à la fois corse et vendéenne, Horace Savelli est le fils de Dominique Savelli, officier de cavalerie, et de Marie Marcetteau de Brem. Il effectue son service militaire en 1927-1928 comme élève officier de réserve à l'école de cavalerie de Saumur, au 5e régiment de cuirassiers.
Après son service militaire, il continue ses études, à l'École nationale des eaux et forêts, à Nancy. Il en sort ingénieur agronome, et devient officier des Eaux et forêts. Il préside les Jeunes de l'Union nationale des combattants (UNC) de la Loire-Inférieure avant la guerre et est vice-président national des Jeunes de l'UNC (JUNC, appelés aussi La Relève) à partir de novembre 1936. Il participe à des réunions à travers la France aux côtés des dirigeants de l'UNC. De 1934 à 1940, il est conseiller d'arrondissement et maire de La Chapelle-sur-Erdre.

### Début de la Seconde Guerre mondiale
Au début de la Seconde Guerre mondiale, Horace Savelli est mobilisé en 1939 comme lieutenant, d'abord dans le génie, avant de revenir dans la cavalerie. Il participe à la Campagne de France de mai et juin 1940 avec le 19e groupe de reconnaissance de corps d'armée (GRCA), dans l'Est de la France. À l'issue de cette campagne, il est démobilisé à Riom le 24 juillet. 

### Rejoint la France libre
Refusant la défaite, Savelli choisit de répondre à l'appel du général de Gaulle. Il se rend à Marseille pour embarquer à destination de l'Afrique du Nord. Parvenu à Alger, il gagne Casablanca puis Tanger, et franchit le détroit de Gibraltar, d'où il embarque sur un navire britannique pour Liverpool, et arrive enfin à Londres le 25 octobre 1940. Il s'engage aussitôt dans les Forces françaises libres.
Il est alors nommé au camp d'Old Dean à Camberley. Chargé de constituer une unité de cavalerie, il forme avec des hommes issus du bataillon de chasseurs de Camberley fraîchement dissous un « escadron mixte » d'automitrailleuses et d'automobiles. Il est promu au grade de capitaine en juillet 1941.

### Combats au Fezzan et en Tunisie

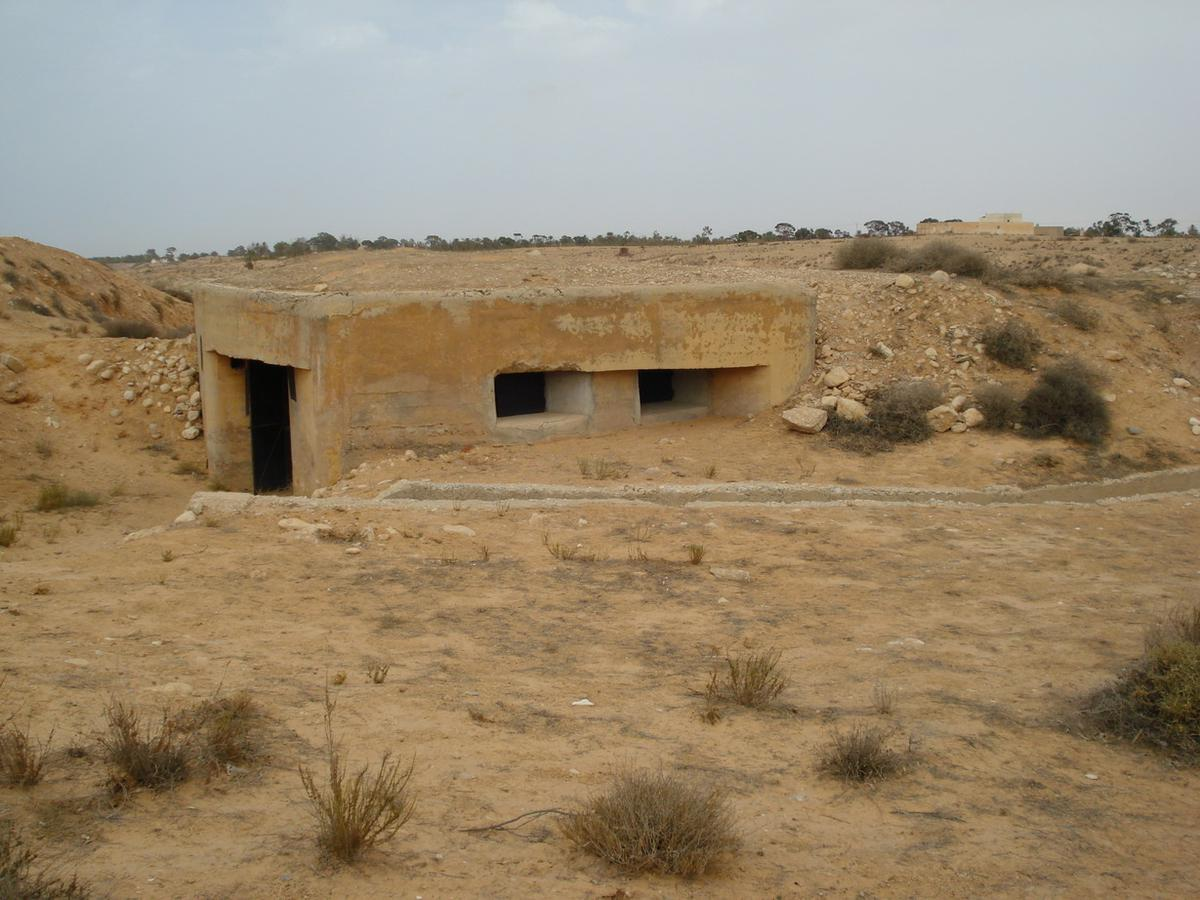
Un des bunkers de la « Ligne Mareth » que Savelli a contribué à défendre victorieusement à Ksar Ghilane.

Quittant l'Angleterre, Savelli parvient en Afrique en octobre 1941. Après avoir rencontré le colonel Leclerc le 30 octobre à Fort-Archambault, il est nommé au régiment de tirailleurs sénégalais du Tchad (RTST), alors basé à Fort-Lamy. Il y met sur pied un peloton d'automitrailleuses et prend part avec lui aux premières opérations dans le Fezzan en février-mars 1942. Il fait alors partie de la 1re compagnie de découverte et de combat (1re DC). Il est l'adjoint du capitaine Massu.
Il est chargé à partir du 1er juillet 1942 de commander l'escadron d'automitrailleuses de la colonne Leclerc. Il dirige cet escadron pour la deuxième campagne du Fezzan, de décembre 1942 jusqu'à fin janvier 1943.
Il participe ensuite aux combats de la campagne de Tunisie avec la « Force L », et y reçoit deux citations. Il se distingue lors des combats d'avril 1943 au Djebel Fadloun, ce qui lui vaut une première citation. Au Ksar Rhilane, les Allemands essayent de contourner la « Ligne Mareth » ; le général Leclerc le charge de résister face à cette tentative ennemie. Savelli prend alors le commandement des postes avancés pour résister et défendre la position. La réussite de cette mission prouve son efficacité et ses talents militaires, et lui vaut une deuxième citation.
Il est nommé le 15 juin 1943 au 1er régiment de marche de spahis marocains (RMSM), au sein de la 2e division française libre (2e DFL), future 2e division blindée (2e DB), et y prend le commandement du 4e escadron intégré au Groupement tactique Rémy (GTR).

### Campagne de Normandie
Savelli débarque avec la 2e DB en Normandie en août 1944, à proximité de Sainte-Mère-Église. Il se distingue lors de la campagne de Normandie, notamment près d'Alençon au cours des combats du 10, du 11 et du 12 août. Il prend part à la libération de Paris, et est créé Compagnon de la Libération par décret du 20 novembre 1944. Il participe ensuite à la Campagne de Lorraine.
Il est alors promu chef d'escadron, mais doit quitter ses hommes à regret en mars 1945, étant nommé chef de cabinet du ministre de la Guerre André Diethelm. Il est démobilisé après la guerre.

### Après-guerre
Après la guerre, Horace Savelli, ingénieur agronome de formation, s'établit comme exploitant agricole à la Chapelle-sur-Erdre, en Loire-Inférieure, où se trouve le château de la Gascherie appartenant à sa famille. Il est le maire de la localité, de 1945 à 1963. Il préside une importante coopérative agricole et s'efforce de généraliser les techniques modernes.
Lieutenant-colonel de réserve, il préside l'Amicale départementale des anciens de la 2e DB. Vice-Président de l'Union nationale des combattants de Loire-Atlantique en 1945, il accède ensuite à la présidence. Vice-président de l'Union nationale des combattants, il succède le 3 février 1962 à Alexis Thomas à la présidence nationale de cette association d'anciens combattants, marquée à droite et favorable à l'Algérie française. Il n'occupe cette fonction que quelques semaines, du fait de son arrestation en mars.

### La guerre d'Algérie, l'OAS et la prison
Horace Savelli n'a pas été un officier des FFL inconditionnel du général de Gaulle et n'a pas caché ses opinions Algérie française. Il est arrêté en mars 1962, soupçonné d'être le chef de la 3e région de l'OAS-Métro dans l'Ouest, sous le pseudonyme de Marceau, ce qu'il finit par reconnaître. Le réseau OAS de l'Ouest, constitué essentiellement de militaires d'active, instructeurs à l'École militaire interarmes de Coëtquidan, a été découvert après 7 attentats commis le mois précédent, dans le Morbihan, la Mayenne, le Maine-et-Loire et la Vendée, puis à Nantes. Savelli est le 4e compagnon de la libération à avoir rompu avec le général de Gaulle et à s'être engagé dans l'activisme en faveur de l'Algérie française. 
Jugé avec d'autres membres de son réseau par le tribunal militaire en septembre, il déclare lors de son procès: « Les hommes ici présents ne se connaissaient pas. Mais ils étaient animés par un patriotisme intransigeant. Ils avaient le sens de l'honneur et l'amour du patriotisme national. Ils savaient l'enjeu de la lutte entre l'Est et l'Ouest et le rôle stratégique de l'Algérie française. (...) Je n'oublie pas la dernière mission qui avait été confiée à mon ancien chef FFL, le général Leclerc: conserver l'Afrique du Nord à la France ». Il est condamné à 13 ans de prison, malgré la plaidoirie de son avocat Albert Naud: « Savelli, c’est l’épopée de la 2e D.B. (...) Lorsqu’il a vu l’abandon de l’Algérie, il a cherché à agir, à être utile, à renouer une tradition. Il l’a renouée parce qu’il avait trop de souvenirs. (...) Il faut savoir comme il a été proche de Leclerc. En prison, il a reçu un magnifique hommage : « Vous avez agi selon votre conscience, vous restez, Colonel Savelli, ancien de la 2ème D.B., lui a écrit Madame la maréchale Leclerc, je vous envoie en souvenir l’une des étoiles de votre patron ». (...) Ces officiers portent leur douleur, leurs espoirs déçus, vous, magistrats, vous la portez votre souffrance, vous officiers juges, vous la portez votre peine, elle est grande. Je vous demande au nom de cette souffrance, au nom des morts, au nom du passé, un verdict d’absolution ». 
Comme d'autres activistes de l'OAS, il bénéficie le 25 décembre 1965 d'une mesure de grâce de la part du général de Gaulle, et est libéré de prison.
Aussitôt, il assiste au congrès national de l'Action française. Il figure en 1966, aux côtés d'autres personnalités anticommunistes et antigaullistes, au comité de patronage du comité franco-hongrois pour la célébration du soulèvement hongrois de 1956. En 1975, il fait partie des personnalités qui patronnent le Comité de soutien à l’armée mis en place par le Parti des forces nouvelles, contre les comités de soldats d'extrême gauche qui demandaient pour les conscrits et les militaires le droit de se syndiquer. Il adhère par la suite au Front national, jusqu’à son décès.
Il bénéficie de la loi de réhabilitation votée au début des années 1980. Le 18 juin 1996, Jacques Chirac tire un trait définitif sur le passé controversé de Savelli en lui remettant la cravate de commandeur de la Légion d'honneur, au cours d’une cérémonie privée à l’Élysée.
Horace Savelli meurt le 2 juin 1998 dans le 16e arrondissement de Paris. Un hommage public lui est rendu dans la cour d'honneur des Invalides.

## Hommages et distinctions
- Commandeur de la Légion d'honneur (1996)[16].
- Compagnon de la Libération par décret du 20 novembre 1944[17].
- Croix de guerre 1939-1945, trois citations.
- Chevalier de l'ordre du Mérite agricole.
- Médaille coloniale avec mention « Fezzan 1942 ».